# 大下弘
大下弘（1922年12月15日—1979年5月23日）為日本的棒球選手、教練，出生於兵庫県神戶市三宮。他曾效力於日本職棒西武獅等，1960年退休，生涯通算201支全壘打。